# 햐쿠다 마나토
햐쿠다 마나토(일본어: 百田 真登, 2001년 4월 4일~)는 일본의 축구 선수이다.

## 구단 경력
그는 2023년 J3리그의 나라 클럽에 입단했다.